# Eva Döhla

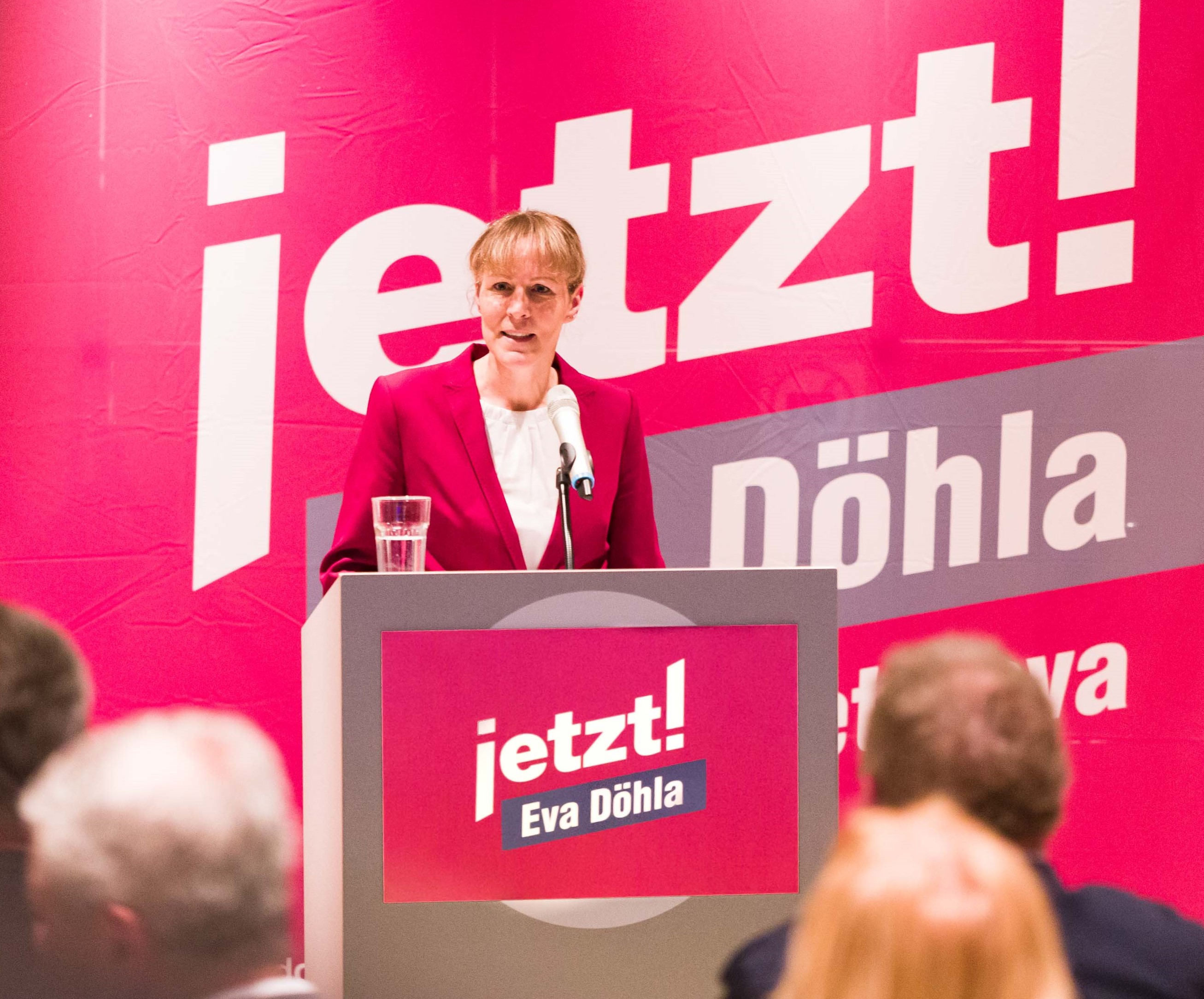
Eva Döhla bei der Oberbürgermeisterwahl 2020

Eva Döhla beim 152. Geburtstag der Hofer Wärschlama 2023

Oberbürgermeisterin Eva Döhla bei der Demo gegen Rechts im Januar 2024

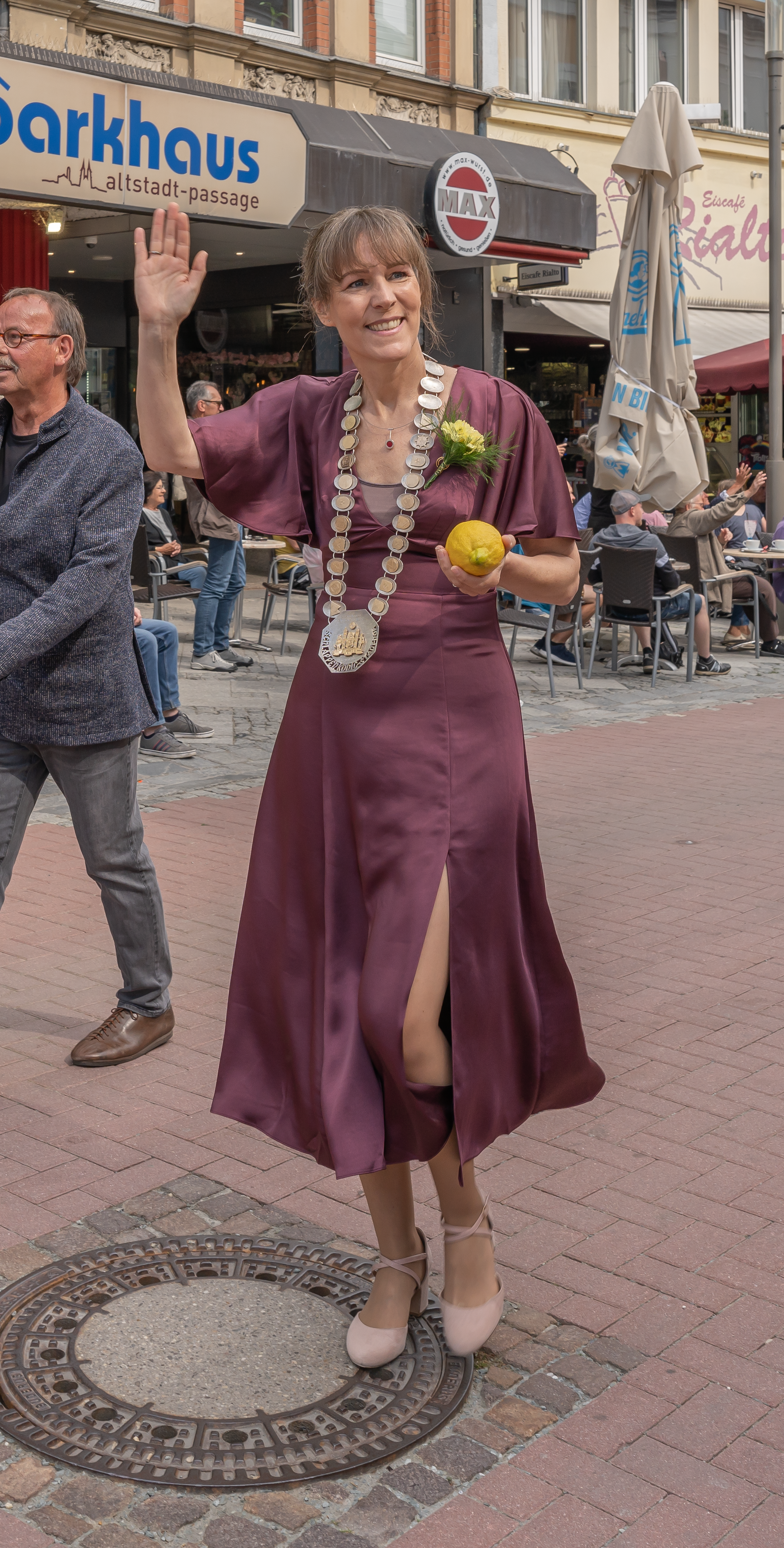
Eva Döhla mit Kette des Schlappenkönigs im Juni 2023

Eva Döhla (* 1972 in Würzburg) ist eine deutsche Kommunalpolitikerin der SPD. Sie wurde am 29. März 2020 zur Oberbürgermeisterin von Hof (Saale) gewählt.

## Werdegang

### Ausbildung und Beruf
Nach ihrem Abitur im Jahr 1991 am Jean-Paul-Gymnasium Hof schloss sie an der Julius-Maximilians-Universität in Würzburg ein Magister-Studium der Politischen Wissenschaften, Germanistik und Geschichte erfolgreich ab. Danach war sie zeitweise als Journalistin und seit 2001 bei der Hofer Diakonie, unter anderem in den Bereichen Kommunikation und Marketing, tätig. Von Januar 2006 bis März 2007 absolvierte sie ein berufsbegleitendes (Block-)Studium an der Universität Basel, das sie mit dem Master of Advanced Studies in Marketing Management abschloss.

### Politik
Im Jahr 2012 trat Döhla erstmals zur Oberbürgermeisterwahl in Hof an, wobei sie die zweithöchste Stimmenzahl der fünf Kandidaten erhielt. Seit 2014 sitzt sie im Stadtrat von Hof. Von Mai 2017 bis April 2020 war sie dort Fraktionsvorsitzende der SPD-Fraktion.
Bei der Kommunalwahl 2020 trat sie erneut als Oberbürgermeisterkandidatin für Hof an. Am 29. März 2020 gewann sie die Stichwahl gegen Amtsinhaber Harald Fichtner mit 54,8 % der Stimmen.
Im Jahr 2021 wurde Döhla zur Sprecherin der Arbeitsgemeinschaft fränkischer Oberbürgermeister gewählt. Am 8. Oktober 2023 wurde sie für die SPD in den Bezirkstag von Oberfranken gewählt.

#### Positionen
Schwerpunkte ihres OB-Wahlkampfs 2020 waren die Themen Stadt- und Standortentwicklung, Attraktivitätssteigerung der Innenstadt, Mobilitätsverbesserung und Armutsüberwindung. Sie stellte in Aussicht, auf dem Areal der geplanten Hof-Galerie am Strauß einen innerstädtischen Park, dem sie den Arbeitstitel Schiller-Park gab, zu errichten. 

#### Sicherung der Domain Harald Fichtner
Während des OB-Wahlkampfs 2020 sicherte sich ihr Ehemann die Domain www.harald-fichtner.de. Besuchern dieser Seite wurde nicht die Homepage des gleichnamigen amtierenden Oberbürgermeisters der Stadt Hof, sondern von dessen Herausforderin Eva Döhla gezeigt.

## Privatleben
Am Hofer Nationalfeiertag 2023, dem Schlappentag, gewann Eva Döhla den Schießwettbewerb und wurde zur Schlappenkönigin (Schützenkönigin) proklamiert. In dieser Eigenschaft führte sie am 5. Juni den Festumzug an, der aufgrund der Coronapandemie seit 2019 erstmals wieder stattgefunden hatte.
Eva Döhla ist verheiratet und hat drei Kinder. Ihr Vater, der Jurist Dieter Döhla, war von 1984 bis 1988 2. Bürgermeister und in den Jahren 1988 bis 2006 Oberbürgermeister von Hof.